# Zielona Góra (Łódź)
Pour les articles homonymes, voir Zielona Góra.
Zielona Góra (prononciation [ʑeˈlɔna ˈɡura]) est un village de la gmina de Koluszki, du powiat de Łódź-est, dans la voïvodie de Łódź, situé dans le centre de la Pologne.
Il se situe à environ 9 kilomètres au sud-ouest de Koluszki (siège de la gmina) et 19 kilomètres au sud-est de Łódź (siège du powiat et capitale de la voïvodie).
Sa population s'élevait à 209 habitants en 2011.

## Histoire
Durant la Seconde Guerre mondiale et à la suite de l'invasion allemande de la Pologne, le village prit le nom de Grünberg de 1943 à 1945.

## Administration
De 1975 à 1998, le village était attaché administrativement à l'ancienne voïvodie de Piotrków.

Depuis 1999, il fait partie de la nouvelle voïvodie de Łódź.